# اسلوپ کلاس کینگفیشر
اسلوپ کلاس کینگفیشر (به انگلیسی: Kingfisher-class sloop) یک کلاس از اسلوپ‌ها است که طول آن ۲۳۴ فوت (۷۱ متر) می‌باشد.